# Samorząd Regionu Ramat ha-Negew
Samorząd Regionu Ramat ha-Negew (hebr. מועצה אזורית רמת נגב, Mo'etza Azurit Ramat Negev) – samorząd regionu położony w Dystrykcie Południowym, w Izraelu.
Jest to największy w Izraelu pod względem powierzchni samorząd regionu. Samorządowi podlegają tereny w środkowej części pustyni Negew.

## Osiedla
Na terenach o powierzchni 4432 km² mieszka około 5600 ludzi. Znajduje się tutaj 5 kibuców, 2 moszawy i 6 wiosek.

### Kibuce
| - Maszabbe Sade - Retamim - Rewiwim | - Sede Boker - Telalim |

### Moszawy
| - Be’er Milka | - Kemehin |

### Wioski
| - Aszalim - Ezuz - Merchaw Am | - Midreszet Ben Gurion - Niccana - Niccane Sinaj |